# Barbro Grip-Bergström
Barbro Grip-Bergström, född Grip 16 december 1910 i Norrköpings Borgs församling, Östergötland, död 30 december 1992 i Tegs församling, Västerbotten, var en svensk målare.
Grip-Bergström studerade vid Edward Berggrens och Gottfrid Larssons konstskola i Stockholm 1928–1929 och vid Konsthögskolan 1930–1933. Hon ställde ut separat första gången 1932 i Borås och har medverkat i ett flertal grupputställningar samt med Östgöta konstförening från 1931.
Hennes konst består av blomsterstilleben och landskapsmotiv.